# Tales (Spagna)
Tales è un comune spagnolo di 883 abitanti situato nella comunità autonoma Valenciana.